# YESデー ～ダメって言っちゃダメな日～
『YESデー 〜ダメって言っちゃダメな日〜』（原題:Yes Day）は2021年に配信されたアメリカ合衆国のコメディ映画である。監督はミゲル・アルテタ、主演はジェニファー・ガーナーが務めた。本作はエイミー・クローズ・ローゼンタールとトム・リヒテンヘルドが2009年に発表した児童書『Yes Day』を原作としている。

## 概略
アリソン・トレスは3人の子供たち（ケイティ、ナンド、エリー）の行動にNoと言うことが多かった。それは子供の安全や成長を思ってのNoだったが、3人にとっては窮屈なことこの上なかった。そんなある日、ケイティとナンドが宿題として書いた作文の中でアリソンを独裁者呼ばわりするという事件が発生した。ショックを受けるアリソンに対し、教員（ディーコン）が「私の家では、24時間Noと言ってはいけない日、つまり、YESデーを設けているのですが、貴方たちもそうされてはどうですか」とアドバイスした。
こうして、アリソンは夫（カルロス）と共にYESデーに挑むことになった。「デカ盛りサンデーを30分以内に完食する」などの無茶ぶりをこなしていく中で、アリソンとカルロスは子供たちとの絆を深めていくのだった。

## キャスト
※括弧内は日本語吹替
- アリソン・トレス：ジェニファー・ガーナー（安藤麻吹）
- カルロス・トレス：エドガー・ラミレス（志村知幸）
- ケイティ・トレス：ジェナ・オルテガ（武田華）
- ナンド・トレス：ジュリアン・ラーナー（山崎智史）
- エリー・トレス：エヴァリー・カーガニラ（吉田舞香）
- 本人：H.E.R.
- ミスター・ディーコン：ナット・ファクソン
- 重役：モリー・シムズ
- ジーン：フォーチュン・フィームスター
- ジョーンズ：アルトゥーロ・カストロ
- ビリー：トレイシー・トムズ
- レイラ：メーガン・ストット
- タラ：イミー・イム
- ヘイリー・ピーターソン：スノーデン・グレイ
- ブライアン：グラハム・フィリップス
- ミスター・チャン：レオナルド・ナム
- チャン：ヘイデン・セットー

## 製作・マーケティング
2018年9月12日、ミゲル・アルテタ監督の新作映画にジェニファー・ガーナーが出演することになったと報じられた。2019年10月10日、ジェナ・オルテガの起用が発表された。17日、エドガー・ラミレスがキャスト入りした。11月、本作の主要撮影がロサンゼルスで始まった。
2021年1月12日、マイケル・アンドリュースが本作で使用される楽曲を手掛けるとの報道があった。2月11日、本作のオフィシャル・トレイラーが公開された。3月12日、セイント・モーテルが歌う本作の劇中歌「Feel Good」がシングルとして発売された。

## 評価
本作に対する批評家の評価は平凡なものに留まっている。映画批評集積サイトのRotten Tomatoesには40件のレビューがあり、批評家支持率は45%、平均点は10点満点で5.3点となっている。サイト側による批評家の見解の要約は「『YESデー 〜ダメって言っちゃダメな日〜』は家族層に受ける作品を目指したようだが、YESデーという願望充足的な設定を十分に生かせなかったため、クセのない凡庸な作品になってしまった。」となっている。また、Metacriticには14件のレビューがあり、加重平均値は46/100となっている。